# Tadeusz Kołder
Tadeusz Karol Kołder (ur. 26 listopada 1937 w Cieszynie) – polski skoczek narciarski, wieloletni trener reprezentacji Polski.

## Kariera zawodnicza
Tadeusz Kołder jest absolwentem Akademii Wychowania Fizycznego w Warszawie, gdzie w 1959 roku zdobył tytuł instruktora skoków narciarskich. Był zawodnikiem Piasta Cieszyn w sekcji narciarskiej i koszykarskiej. Występował również w drużynie koszykarskiej Stali Cieszyn.

## Kariera trenerska
Tadeusz Kołder zaraz po ukończeniu studiów rozpoczął karierę trenerską. W latach 1959–61 prowadził szkółkę narciarską KLS Barania - Wisła, gdzie jego podopiecznymi byli m.in. Józef Kocyan, Jan Kawulok. W latach 1959–60 prowadził treningi akrobatyczne z kadrą narodową skoczków przed startem na olimpiadzie 1960 w Squaw Valley. W latach 1975–77 prowadził treningi zawodników kombinacji norweskiej ROW-u Rybnik, gdzie jego zawodnikami byli m.in. Jan Legierski, Stanisław Kawulok. Zdobył wraz z klubem w latach 1976–1977 dwukrotne drużynowe mistrzostwo Polski w konkurencjach klasycznych.
W latach 1976–81 był trenerem kadry narodowej skoczków, gdzie prowadził ich na olimpiadzie 1980 w Lake Placid. Największym sukcesem trenerskim Kołdera w tym okresie był brązowy medal Piotra Fijasa na mistrzostwach świata w lotach narciarskich 1979 na Velikance w Planicy oraz zajęcie przez Stanisława Bobaka 3. miejsca w klasyfikacji generalnej Pucharu Świata w sezonie 1979/1980.
Potem był asystentem trenera kadry Lecha Nadarkiewicza w latach 1986-88. Pracował także w Olimpii Goleszów i Śnieżce Karpacz oraz prowadził szkółki narciarskie w Koniakowie i Wiśle. Był trenerem kadry skoczków podczas Zimowej Uniwersjady 2001 w Zakopanem. Mieszka obecnie w Koniakowie.